# 乌扎克拜·卡拉马诺夫
乌扎克拜·卡拉马诺维奇·卡拉马诺夫（1937年8月20日—2017年9月25日），哈萨克族，苏联党和国家领导人。曾任哈萨克苏维埃社会主义共和国轻工业部副部长、重工业企业建设部第一副部长、建设部第一副部长、部长会议主席、总理等职。

## 生平
- 1937年8月20日出生于苏联哈萨克苏维埃社会主义共和国克孜勒奥尔达州咸海地区Uyaly村。
- 1954年-1959年，古比雪夫土木工程学院土木工程专业学习。
- 1959年-1960年，阿克托别州Shubar-Kudun汽车厂工程师。
- 1960年-1961年6月，克孜勒奥尔达州建设厅高级工程师。1961年毕业于苏联建筑学院高等工程专业。
- 1961年6月-1962年，克孜勒奥尔达州阿拉尔斯克市第27建筑公司高级工程师。1962年加入苏联共产党。
- 1962年-1964年11月，克孜勒奥尔达州阿拉尔斯克市建设部部长。
- 1964年11月-1967年6月，阿拉木图州建设厅建筑材料和结构组合主任。
- 1967年6月-7月，哈共中央行政部建设组组长。
- 1967年7月-1975年10月，阿拉木图州第22建筑公司总经理。
- 1975年10月-1980年，哈萨克苏维埃社会主义共和国重工业企业建设部总司司长。
- 1980年-1982年4月，哈萨克苏维埃社会主义共和国轻工业部副部长。
- 1982年4月-1984年12月，哈萨克苏维埃社会主义共和国部长会议下属泥石流防护结构建设司司长。
- 1984年12月-1986年，哈萨克苏维埃社会主义共和国重工业企业建设部第一副部长。
- 1986年-1987年4月，哈萨克苏维埃社会主义共和国建设部第一副部长。
- 1987年4月-1989年7月，哈萨克苏维埃社会主义共和国国家供应部部长。
- 1989年7月-1990年11月，哈萨克苏维埃社会主义共和国部长会议主席。
- 1990年11月-1991年10月，哈萨克苏维埃社会主义共和国总理。
- 1991年10月-1993年4月，哈萨克斯坦共和国国务资政。
- 1993年4月-1994年3月，拯救咸海国际基金会执行主任。1994年获理学副博士学位。
- 1994年-1999年，哈萨克斯坦建设联盟主席。期间，1995年8月-1998年10月，哈萨克斯坦建设联盟副总裁。1998年10月-1999年，哈萨克斯坦总理顾问。
- 1999年起退休。
- 2017年9月25日于阿拉木图逝世，享年80岁，葬于阿拉木图峡谷公墓。

卡拉马诺夫是苏共28大代表，第28届中央委员；苏联人民代表；第11-13届哈萨克苏维埃社会主义共和国最高苏维埃代表；第2-3届哈萨克斯坦国会议员。

## 荣誉
- 劳动红旗勋章
- 退休劳动者奖章
- 三次哈萨克苏维埃社会主义共和国最高主席团荣誉证书
- 苏联部长会议奖
- 欧亚国际工程院院士
- 哈萨克斯坦工程院院士
- 哈萨克斯坦二级巴里斯勋章
- 哈萨克斯坦独立20周年勋章
- 哈萨克斯坦智慧勋章
- 哈萨克斯坦宪法颁布20周年纪念章
- 欧洲环境保护“金球奖”
- 国际工程院工程荣誉金奖（2016）